# Brimstone (Computerspiel)
Brimstone (deutsch: Schwefel), auch Brimstone: The Dream of Gawain, ist ein Textadventure, das 1985 von Synapse Software entwickelt und von Brøderbund für verschiedene Heimcomputer sowie DOS-Rechner veröffentlicht wurde.

## Handlung
Brimstone spielt im mittelalterlichen Britannien zur Zeit der Artussage und greift einige Charaktere derselben auf. Den Rahmen bildet der „Eve of All Hallows“, der Abend vor Allerheiligen, an dem sich die Ritter der Tafelrunde dem Müßiggang hingeben. Die eigentliche Spielhandlung findet auf einer Metaebene in Form eines Traums von Sir Gawain statt. Dieser findet sich in der Welt Ulro gefangen und muss Kenntnis von fünf magischen Wörtern erlangen, um seine Nemesis, den Grünen Ritter, besiegen und Ulro entfliehen zu können.

## Spielprinzip und Technik
Brimstone ist ein Textadventure, das heißt, Umgebung und Geschehnisse werden als Bildschirmtext aus- und die Handlungen des Spielers ebenfalls als Text über die Tastatur eingegeben und von einem Parser abgearbeitet. Das untere Bildschirmfünftel dient dabei der Befehlseingabe und den Reaktionen des Parsers darauf, die oberen 80 % sind der Darstellung der Umgebung und des Geschehens vorbehalten. Brimstone ist eines der wenigen Textadventures, die in Echtzeit spielen – tätigt der Spieler keine Eingabe, läuft das Spielgeschehen trotzdem weiter. Das Spiel ist in fünf Kapitel unterteilt – eins für jedes zu findende magische Wort – die nacheinander gespielt werden müssen und die thematisch jeweils ein unterschiedliches Setting haben.

## Produktionsnotizen
Das Spiel wurde als „electronic novel“ (dt. etwa: digitaler Roman) vermarktet, um sich von den technisch oft einfach gestrickten Textadventures der frühen 1980er-Jahre abzugrenzen und eine Nähe zu den hochwertigen Produkten der Firma Infocom herzustellen. Brimstone nutzt wie der Vorgänger Mindwheel und das etwa zeitgleich erschienene Essex die Engine BTZ („Better Than Zork“), die von den Programmierern Cathryn Mataga (damals noch William Mataga) und Steve Hales entwickelt worden war. Wie Mindwheel wurde Brimstone von einem Schriftsteller geschrieben, der vorher keinen Kontakt zur Videospielbranche hatte: James Paul schrieb 1985 für die Washington Post und galt als aufstrebender Lyriker und ist mittlerweile Dozent für Kreatives Schreiben am Hunter College. Die Texte des Spiels sind, ungewöhnlich für meist in zweiter, gelegentlich in erster Person gehaltene Textadventures, in der dritten Person geschrieben. Dem Spiel lag eine von Paul geschriebene, 120-seitige Novelle bei, die in die Spielwelt einführt und als Kopierschutz diente.
Programmiert wurde Brimstone von David Bunch, Mataga und Bill Darrah. Bunch war später für Electronic Arts als Technical Director für Spiele wie Tiger Woods PGA Tour 2001 oder Battlefield Vietnam verantwortlich. Mataga, der erstmals mit Shamus erfolgreich war, hatte schon Mindwheel und Essex programmiert und war später als leitende Programmiererin bei Digital Eclipse für Titel wie Grand Theft Auto Advance sowie diverse Versoftungen von Zeichentrickfilmen von Disney und Marvel Comics verantwortlich und arbeitete für die Stormfront Studios an Neverwinter Nights. Darrah, der Essex nicht nur programmiert, sondern auch geschrieben hatte, fiel später nur noch durch die Atari-ST-Version von Zak McKracken and the Alien Mindbenders auf.

## Rezeption
Das US-amerikanische Compute!-Magazin sah Brimstone als mittelalterliche Ritterromanze im Stile von Sir Gawain and the Green Knight, die aber in einer von den Werken Dante Alighieris und William Blakes inspirierten, eigenen Welt spiele. Das Magazin kritisierte die langen Ladezeiten der C64-Version, wertete Brimstone aber insgesamt als „exzellente Literatur“ und als bestes Spiel aus Brøderbunds Electronic-Novel-Serie. Die fortwährenden Diskettenzugriffe wurden auch von der CGW als „zum Verzweifeln“ kritisiert.
Jimmy Maher, Autor des Interactive-Fiction-Standardwerks Let's Tell A Story Together, stellte 2014 in einer Retrospektive heraus, dass Brimstone weniger einem stringenten Plot folge, sondern vielmehr eine surreale Reise durch eine mittelalterlich geprägte Traumwelt voller Anspielungen auf literarische Werke sei; so weist er Anklänge an Dantes Göttliche Komödie, Bunyans The Pilgrim’s Progress, das 1. Buch Mose und Kafkas Der Process nach. Er bescheinigte Brimstone zwar eine „entrückte, traumartige Stimmung“, kritisierte aber die teils obskuren Puzzles, die seiner Ansicht nach primär eingebaut wurden, um die Spielzeit künstlich zu verlängern. Neill Randall, Spieleautor und Englisch-Assistenzprofessor an der Universität Waterloo, bezeichnete Brimstone 1988 als das „literarisch anspielungsreichste Werk der Interactive Fiction“ und als das „vielleicht literarischste aller zeitgenössischen IF-Werke“.